# Aeroportul Belgaum
Aeroportul Belgaum (IATA: IXG, ICAO: VOBM) este un aeroport din Karnataka, India ce deservește zona Belgaum. Aeroportul a fost tranzitat în decembrie 2022 de 20.578 de pasageri. A fost numit după zona deservită.
Situat la o altitudine de 758 m, aeroportul dispune de o singură pistă. Este operat de Airports Authority of India⁠(d).